# Kugelsburg
Die Kugelsburg ist eine Burgruine und das Wahrzeichen der Stadt Volkmarsen im Landkreis Waldeck-Frankenberg in Nordhessen.

## Geographische Lage
Die Ruine der Höhenburg steht etwa 1 Kilometer östlich der Volkmarsener Kernstadt auf der Westkuppe (ca. 270 m ü. NN) des Kugelsbergs, der sich direkt östlich über dem Tal der Erpe knapp 1,2 km südsüdöstlich von deren Einmündung in die Twiste befindet.

## Geschichte

### Anfänge
Obwohl erst 1225 urkundlich erwähnt, wurde die romanische Kernburg bereits gegen Ende des 12. Jahrhunderts über dem Erpetal zur Sicherung eines Übergangs über die Twiste an der alten Straße Fritzlar – Paderborn im Auftrag des Abts Witukind von Corvey errichtet, wahrscheinlich von den Herren von Everstein, die als Erben des ersten Hauses der Edelherren zu Itter seit mindestens 1126 Lehnsmannen des Klosters Corvey waren. Eine Tochter der Gepa von Itter, einer Verwandten und letztlich Erbin der im männlichen Stamm 1123 ausgestorbenen ersten Linie Itter, wahrscheinlich Mechthild, heiratete um oder vor 1128 den Edelherren Konrad I. von Everstein, Gograf von Medebach und Vizevogt des Klosters Helmarshausen, der mit dieser Heirat Schloss und Herrschaft Itter erwarb – allerdings als Lehen von Corvey. Ein Sohn der beiden, Gerlach, wurde der Ahnherr des zweiten Hauses Itter; der andere, Thietmar, begründete die Herrschaft Büren bei Paderborn, auf von seiner Großmutter Gepa geerbtem Allodialbesitz der Grafen von Arnsberg-Werl.
Albrecht III. von Everstein gilt als Erbauer der Burg. Nach dem Sturz Heinrich des Löwen 1180 wurde er Lehnsmann des Kölner Erzbischofs Philipp von Heinsberg, der nun auch Herzog von Westfalen und Engern geworden war, die Burgen seiner Vasallen aufkaufte und sie dann als Lehen vergab. Die Eversteiner hielten bereits seit Ende des 11. Jahrhunderts den Ort Volkmarsen als Kurmainzer Lehen, und bereits um 1200 hatte Albrecht ausgedehnten weiteren Besitz in der Umgebung hinzugewonnen. Um die Mitte des 12. Jahrhunderts kam Volkmarsen selbst auch in den Besitz von Corvey, wie Papst Hadrian IV. am 25. Februar 1155 bestätigte. Der spätere Bau der Burg war jedoch nicht zum Schutz der Stadt gedacht, sondern war ein Versuch des Corveyer Abtes, den Mainzer Expansionsbestrebungen einen Riegel vorzuschieben. Schon 1198 hatte Abt Witukind einen Schutzvertrag mit dem Kölner Erzbischof Adolf I. geschlossen.

### Zwischen Köln und Mainz
Papst Gregor IX. bestätigte 1233 dem Kloster Corvey den Besitz der Kugelsburg und der Stadt Volkmarsen. Von 1239 bis 1293 bewohnten die Herren von Everstein die Burg, und da die Stadt Volkmarsen ihnen nicht unterstand, gab es häufig Streit zwischen beiden. Schon 1239 hatte Otto IV. von Everstein seine Rechte an den Kirchen in Volkmarsen, Wittmar und Benfelde dem Kloster Aroldessen übereignet, welches kirchlich zur Diözese Mainz gehörte, und somit den Konflikt verschärft. 1255 verpfändete Konrad III. von Everstein die „Cugelenburg“ teilweise an das Kloster Gehrden. Räubereien der Burgmannen führten 1260 zur strafweisen Zerstörung der Burg, die allerdings schon bald wieder aufgebaut wurde.
1297/1303 verzichtete Otto von Everstein gegenüber dem Kölner Erzbischof Wigbold von Holte auf seinen Teil der Kugelsburg, und 1298 begab sich das Kloster Corvey selbst unter die Schutzherrschaft des Kölner Erzbischofs und überließ ihm seinen Teil der Burg für zwei Jahre als Pfand. 1304 verpfändete Corvey erneut seine Hälfte der Burg und der Stadt an den Erzbischof von Köln, der die Anlage verstärken und den Bergfried bauen ließ.
Am 1. Februar 1335 gab Erzbischof Walram die Kölner Hälfte der Kugelsburg und der Stadt Volkmarsen als Lehen an den Marschall von Westfalen, Berthold von Büren aus dem anderen Zweig der Eversteiner. Im folgenden Jahr, 1336, verpfändete das Kloster Corvey seinen ihm verbliebenen Teil an Burg und Stadt an Herbold von der nahen Burg Mederich, Johann Runst und den Rat der Stadt Volkmarsen. (Ein Mitglied der Familie Runst, Dietrich von Runst, war 1408–1417 Abt von Corvey.) 1339 gab Erzbischof Walram die pfandweise verliehene Kugelsburg und die Stadt Volkmarsen den westfälischen Brüdern Rabe von Canstein, Nachkommen des „Rave von Papenheim“, deren Familie seit mindestens 1106 Erb-Truchsesse von Corvey waren. Von 1346 bis 1530 wohnte dieses Geschlecht als Burgmannen auf der Burg, nach der es sich auch bald „Rabe von Coglenberg“ nannte. In dieser Zeit wurde der spätgotische Palas erbaut.

### Köln und Hessen
Seit 1351 besaßen die Landgrafen von Hessen Pfandrechte, aber um 1440 erwarb Kurköln auch das Pfandrecht der zweiten Hälfte der Burg. Als  Hermann IV., Erzbischof von Köln und Bischof von Paderborn, 1474 Burg und Stadt an seinen Bruder, den Landgrafen Heinrich III. von Hessen, verpfändete, verweigerten beide dem Landgrafen die Huldigung. Daraufhin ließ Heinrich zunächst 1475 die Burg erobern und 1477, nach Beschuss von der Burg, auch die Stadt, die er in Brand stecken ließ. Erzbischof Hermann erneuerte 1484 das hessische Pfandrecht an Burg und Stadt, und beide blieben bis in die Anfangsjahre des 16. Jahrhunderts hessisch besetzt. 1503/1507 verzichtete das Kloster Corvey endgültig auf seine Anrechte an Stadt und Burg zu Gunsten Kurkölns, das bis zur Aufhebung des Kurstaates 1802 alleiniger Besitzer blieb. Stadt und Amt gehörten zum Herzogtum Westfalen und waren in dessen Verwaltungsstruktur einbezogen.
Volkmarsen folgte 1582 dem Übertritt des Kölner Erzbischofs Gebhard I. von Waldburg zum protestantischen Glauben, wurde aber 1590 von dem neuen Kölner Erzbischof, Ernst von Bayern, re-katholisiert.

### Neuzeit
Während des Dreißigjährigen Kriegs wurde die Besatzung von Burg und Stadt Volkmarsen 1622 zunächst von bayrischen Söldnern zum Schutz gegen Christian von Braunschweig-Wolfenbüttel, den „Tollen Christian“, verstärkt. Nach dessen Niederlage zogen kaiserliche Truppen ein. 1632 erfolgte die Eroberung durch Hessen, die in Plünderung und Brandschatzung der Stadt und Zerstörung der Befestigungen gipfelte. Der Siebenjährige Krieg brachte 1758 das Gleiche noch einmal, diesmal mit Besetzung und teilweiser Zerstörung der Burg durch französische Truppen. Danach verfiel die Ruine und wurde im 19. Jahrhundert teilweise zur Materialgewinnung abgetragen.
Nach der Säkularisation des Kurfürstentums Köln bzw. des Herzogtums Westfalen wurde Volkmarsen am 31. August 1802 durch Hessen-Darmstadt besetzt, drei Wochen später am 20. September 1802 durch Landgraf Wilhelm IX. von Hessen-Kassel, und schließlich am 13. November 1802 wiederum durch Hessen-Darmstadt. Mit dem Reichsdeputationshauptschluss vom 25. Februar 1803 kamen Volkmarsen und die Kugelsburg an Hessen-Darmstadt. Drei Jahre später, am 13. März 1806, übertrug Erbprinz Wilhelm von Nassau-Oranien, Fürst zu Fulda und Corvey, Volkmarsen und den Kugelberg an Landgraf Ludwig X. von Hessen-Darmstadt.
1885 kaufte die Stadt Volkmarsen die Reste der Burg und die zugehörigen Ländereien für 6000 Mark und nahm erste Sicherungsarbeiten vor.

## Burganlage

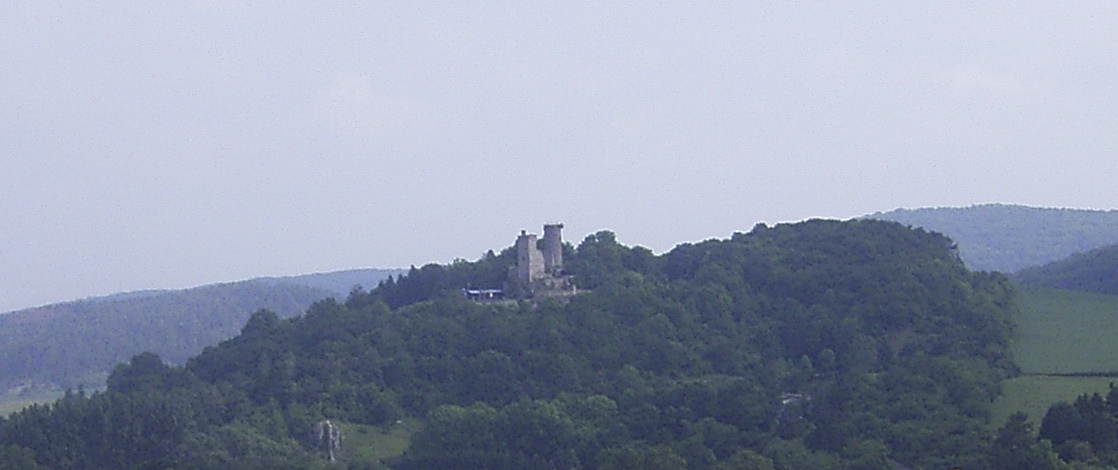
Die Kugelsburg

Heute ist die Burgruine ein beliebtes Ausflugs- und Wanderziel. Der Wohnturm mit quadratischen Grundriss aus dem 13. Jahrhundert am Steilhang an der Südwestecke und der runde Bergfried vom Beginn des 14. Jahrhunderts an der nördlichen Angriffsseite sind fast vollständig erhalten. Außerdem stehen noch große Teile der Ringmauer. Vor dem Bergfried verläuft der tief in den Felsen gehauene Halsgraben. Von dem spätgotischen zweigeschossigen Palas neben dem Bergfried sind ein begehbarer Keller, der so genannte „Hexenkeller“, Schornstein, Mauern des Erd- und Obergeschosses und der Treppenturm erhalten. Hinzu kommen Reste von Nebengebäuden und Kellern. Von der einst auf einem in südwestlicher Richtung gelegenen Plateau befindlichen Vorburg ist nichts mehr vorhanden.

## Ausflugsziele
Beliebte Ausflugsziele nahe der Kugelsburg sind das am Südhang des Kugelsbergs gelegene „Burgschwimmbad“ und die knapp 1 km südsüdöstlich befindliche Mineralwasserquelle „Sauerbrunnen“ mit Minigolf- und Trampolinanlage sowie großem Abenteuerspielplatz.
In unmittelbarer Nähe der Kugelsburg befindet sich ein Ausflugslokal, und unterhalb der Burg im Wald ist ein öffentlicher Bogenparcours.